# Bučlen
Bučlen je predzadnji večji levi pritok reke Save v Sloveniji. Teče po ravninskem področju zahodno od naselja Brežice in je povezan s številnimi vodotoki (pritoki) ter razbremenilnimi kanali. To so: potok Gabrnica (s pritokoma Sromljica in Curnovščica), Stara Gabrnica z različnimi imeni glede na območje toka - Podjesen, Žabjek in Ribjek. Bučlen je povezan še s potokom Negota (Sotla).